# Cidaria costovata
Cidaria costovata är en fjärilsart som beskrevs av Nitsche 1924. Cidaria costovata ingår i släktet Cidaria och familjen mätare. Inga underarter finns listade i Catalogue of Life.